# پولاد کیمیایی
پولاد کیمیایی (زاده ۲۳ تیر ۱۳۵۹، تهران) بازیگر و کارگردان ایرانی سینما و تلویزیون است. او فرزند مسعود کیمیایی فیلم‌ساز و نویسندهٔ ایرانی است.

## زندگی
پولاد، فرزند مسعود کیمیایی، کارگردان و گیتی پاشایی، خواننده ایرانی، در ۲۳ تیر سال ۱۳۵۹ در تهران زاده شد. شروع فعالیت سینمایی او با فیلم سرب (مسعود کیمیایی) به عنوان بازیگر در سال ۱۳۶۷ بود. با حضور در فیلم تجارت ساختهٔ پدرش، از آلمان به ایران آمد و در ایران ماند و در فیلم‌های پدرش در نقش‌های دوم ظاهر شد. به نظر برخی بهترین کار او بازی در سریال مرگ تدریجی یک رؤیا است که با گریمی خاص و نقشی متفاوت ظاهر شده‌است.

پولاد کیمیایی که سال‌ها در سینمای پدرش، مسعود کیمیایی بازی کرده بود دربارهٔ جدایی از این قالب «تعریف شده و کلیشه‌ای برای خودش» با بازی در فیلم گشت ارشاد (سعید سهیلی) می‌گوید: 
«من و پدرم دو جور مختلف زندگی کردیم و دو عقیده متفاوت داریم؛ و قهرمان سینمای کیمیایی بودن خودش بزرگ‌ترین فرصت است، چون این فرصت آرزوی خیلی از ستارگان سینماست اما برای من در جاهایی هم فرصت‌های زیادی را گرفته. قهرمان سینمای کیمیایی شدن برای من راه طولانی و سختی بود از سرب و تجارت و سلطان تا رئیس و حکم و محاکمه در خیابان و جرم، رسیدن به این نقطه خیلی سخت بود. من در «جرم» خودم را شایسته سیمرغ می‌دانستم، ولی این اتفاق نیفتاد، اما درس بزرگی برای من بود و استقلالم را بیشتر کرد.»

## جوایز و افتخارات
- نامزد سیمرغ بلورین بهترین بازیگر نقش اول مرد از بیست و نهمین جشنواره فیلم فجر برای بازی در فیلم جرم
- نامزد سیمرغ بلورین بهترین بازیگر نقش دوم مرد از سی امین دوره جشنواره فیلم فجر برای بازی در فیلم گشت ارشاد
- نامزد بهترین بازیگر مرد سینما در جشن حافظ برای فیلم حکم

## سینما

### به عنوانکارگردان فیلم
- معکوس (۱۳۹۷)

### به عنوانبازیگرفیلم
| فیلم                  | سال  | نقش              | کارگردان        |
| --------------------- | ---- | ---------------- | --------------- |
| خائن کشی              | ۱۴۰۰ | شاهرخ            | مسعود کیمیایی   |
| گردنگیر               | ۱۴۰۰ |                  | فرناز امینی     |
| گشت ارشاد ۳           | ۱۳۹۹ | عطا              | سعید سهیلی      |
| سلفی با دموکراسی      | ۱۳۹۸ | مَلِكِ دیدار، خشوعی | علی عطشانی      |
| خفه گی                | ۱۳۹۵ | منصور            | فریدون جیرانی   |
| قاتل اهلی             | ۱۳۹۵ | بهمن             | مسعود کیمیایی   |
| گشت ارشاد ۲           | ۱۳۹۵ | عطا              | سعید سهیلی      |
| صفر                   | ۱۳۹۳ | کسمایی           | مسعود یزدانی فر |
| متروپل                | ۱۳۹۲ | کاوه             | مسعود کیمیایی   |
| گشت ارشاد             | ۱۳۹۰ | عطا              | سعید سهیلی      |
| بوی گندم              | ۱۳۸۹ | شاهرخ            | محمدرضا خاکی    |
| جرم                   | ۱۳۸۹ | رضا              | مسعود کیمیایی   |
| به هدف شلیک کن        | ۱۳۸۷ |                  | محمد کتیرایی    |
| زندگی با چشمان بسته   | ۱۳۸۷ | امید             | رسول صدر عاملی  |
| محاکمه در خیابان      | ۱۳۸۷ | امیر             | مسعود کیمیایی   |
| رئیس                  | ۱۳۸۵ | سیامک            | مسعود کیمیایی   |
| صحنه جرم، ورود ممنوع! | ۱۳۸۴ |                  | ابراهیم شیبانی  |
| حکم                   | ۱۳۸۳ | محسن             | مسعود کیمیایی   |
| سربازهای جمعه         | ۱۳۸۲ | سعید             | مسعود کیمیایی   |
| شمعی در باد           | ۱۳۸۲ | فربد             | پوران درخشنده   |
| اعتراض                | ۱۳۷۸ | یوسف             | مسعود کیمیایی   |
| فریاد                 | ۱۳۷۷ |                  | مسعود کیمیایی   |
| سلطان                 | ۱۳۷۵ | عادل             | مسعود کیمیایی   |
| تجارت                 | ۱۳۷۳ | رضا              | مسعود کیمیایی   |
| سرب                   | ۱۳۶۷ | کودک جلوی سینما  | مسعود کیمیایی   |

### به عنوان خواننده ی فیلم
- قاتل اهلی

## تلویزیون
- احضار روح (۱۳۹۷)
- ماتادور (۱۳۹۲)
- ششمین نفر (۱۳۹۰)
- همان روز (۱۳۸۷)
- مرگ تدریجی یک رؤیا (۱۳۸۶)
- خون‌بها (۱۳۸۵)

## تئاتر

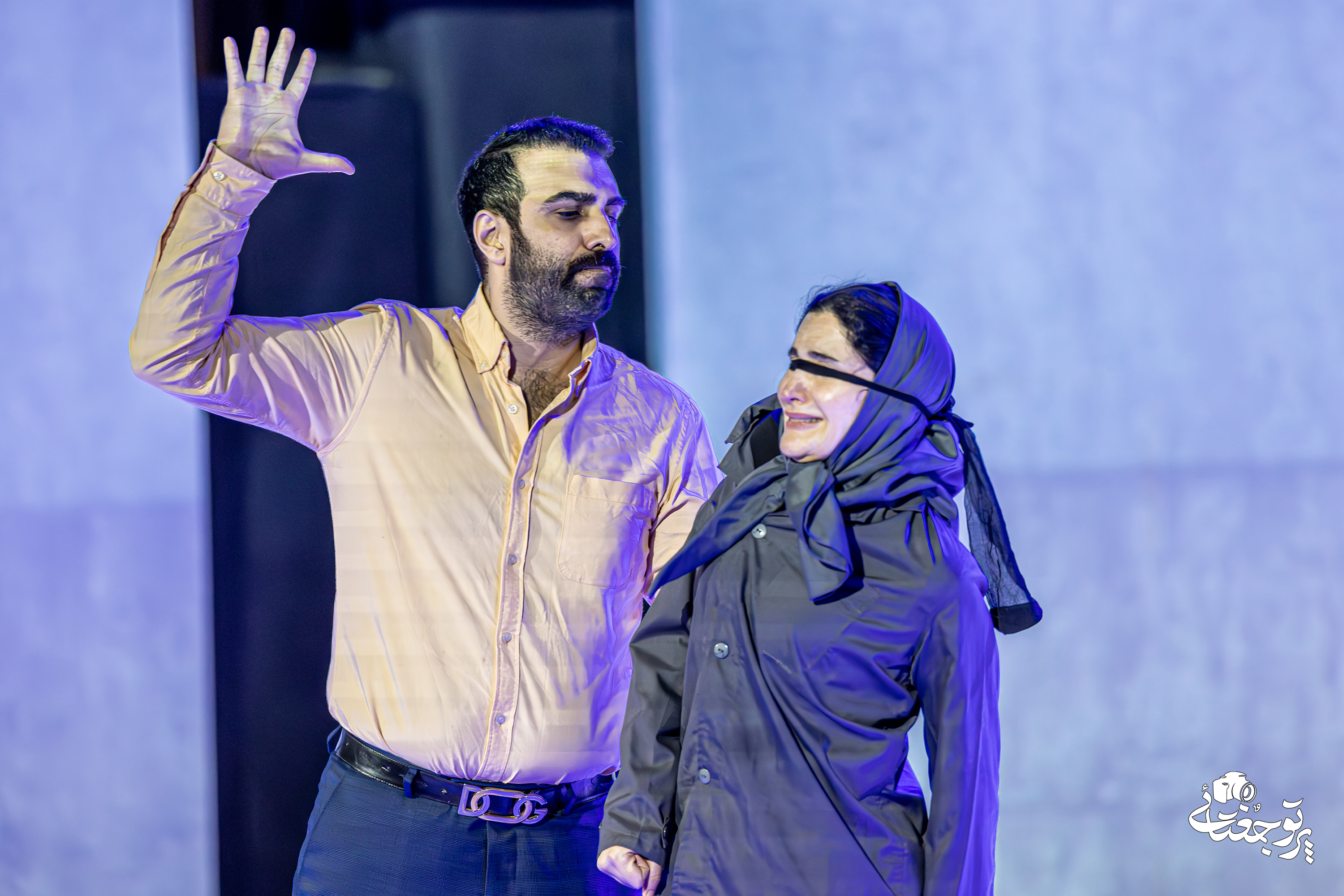
پولاد کیمیایی صحنه ی تئاتر قصه ی ترانه های ماندگار

| نام                     | سمت     | کارگردان            | محل اجرا          | سال  |
| قصه ی ترانه های ماندگار | بازیگر  | سید جلال الدین دری  | تهران تالار رودکی | ۱۴۰۲ |
| گالیله                  | خواننده | شهاب الدین حسین پور | تئاتر شهر         | ۱۴۰۳ |
| قصه ی ترانه های ماندگار | بازیگر  | سید جلال الدین دری  | کاخ سعدآباد       | ۱۴۰۳ |